# Mojave-sivatag
A Mojave-sivatag (ejtsd: moháve, angolul Mojave Desert) az Amerikai Egyesült Államok délnyugati részén terül el, négy állam, Arizona, Kalifornia, Nevada és Utah területén.

## Neve
Nevét a mohave (mojave) őslakos törzsről kapta. Legmagasabb pontja a Charleston Peak (3633 m), a legalacsonyabb a Halál-völgy 86 méterrel a tengerszint alatt. Kiterjedése a Józsué-pálmaliliom (Yucca brevifolia) elterjedési területével egyezik meg.

## Földrajza

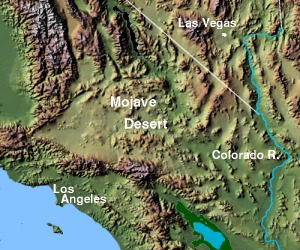
Domborzati térkép

A sivatagot körbeveszik  a Tehachapi-, San Gabriel- és San Bernardino-hegységek, valamint a Szent András-törésvonal és a Garlock-törésvonal. A sivatagban közel 1800 növényfaj él. A népsűrűség nagyon alacsony, de található néhány nagyobb város: Las Vegas, Victorville és Henderson. Ezek közül Las Vegas a legnagyobb, közel 2 millió lakossal.
Három tó van a Mojave-sivatagban: Mead-tó (mesterséges), Mojave-tó és Havasu-tó.
Nemzeti parkok: Death Valley Nemzeti Park, Joshua Tree Nemzeti Park, Mojave National Preserve, Red Rock Canyon National Conservation Area.

## Klíma
A Mojave-sivatagban kevesebb mint 330 mm csapadék esik évente. Itt van az USA legalacsonyabban fekvő és legmelegebb területe, a Death Valley (Halál-völgy). A tengerszint alatt 86 méteren fekvő részen nem ritka a +49 °C. A nagy szárazság ellenére itt van a lucernatermesztés egyik központja, mely a vízellátását a California Aqueduct (lásd akvadukt) nevű vízgyűjtő- és szállító rendszerből kapja.
A téli hőmérséklet a −18 °C (0 °F) és  27 °C (81 °F) között, míg a nyári 35 °C (95 °F) és  54 °C (129 °F) között ingadozik. A legnagyobb forróság a mélyen fekvő részeken mérhető. Esőt a Mexikói-öböl felől érkező viharok hozhatnak. A sivatag több részén kiváló körülmények vannak a szél hasznosítására; szélfarmok termelik az elektromos áramot minden évszakban.

## Élővilág
A sivatagi terület ellenére számos növény- és állatfaj él itt. A terület legjellegzetesebb növényei a Józsué-pálmaliliom (Joshua-fa, kaktuszfa), a Barrel-kaktusz, az ezüst bokorkaktusz, az Engelmann-sünkaktusz és a jojoba. Több invazív növényfaj is megtelepedett a sivatagban, melyek időnként kiterjedt bozóttüzet okoznak.

## Turizmus, érdekességek
A sivatag kaliforniai részén található az Edwards légitámaszpont (Edwards Air Force Base), az amerikai légierő kísérleti támaszpontja (Naval Air Weapons Station China Lake), a világ legnagyobb tengerészgyalogos kiképző bázisa (Twentynine Palms), és egy katonai kiképző bázis (Fort Irwin & the National Training Center). Itt található az Államok legnagyobb repülőgép-tárolója illetve -temetője, mely a száraz, korróziómentes levegő miatt került ide. Északon, a nevadai részen van Las Vegas, a világ egyik legnagyobb szórakoztató- és szerencsejáték-központja.
A Mojave-sivatagban több kísértetváros is található. Ilyenek például az arizonai Oatman (egykor aranyásók lakták), a kaliforniai Calico (egykori ezüstbányászváros), vagy Kelso. Az itt áthaladó 66-os út (Route 66) mentén is számos szellemváros van, melyek a 66-os út fellendülése idején virágoztak, majd elnéptelenedtek.
A Devils Playground („az ördög játszótere”) egy 64 km hosszan elterülő, dűnés terület, finom homokkal. A Dumont-dűnék homokdűnék Baker mellett.
A Hoover-gát népszerű látványosság. Baker mellett látható a világ legnagyobb hőmérője (41 m magas).
Itt található a SEGS naphőerőmű-rendszer.

## Képgaléria

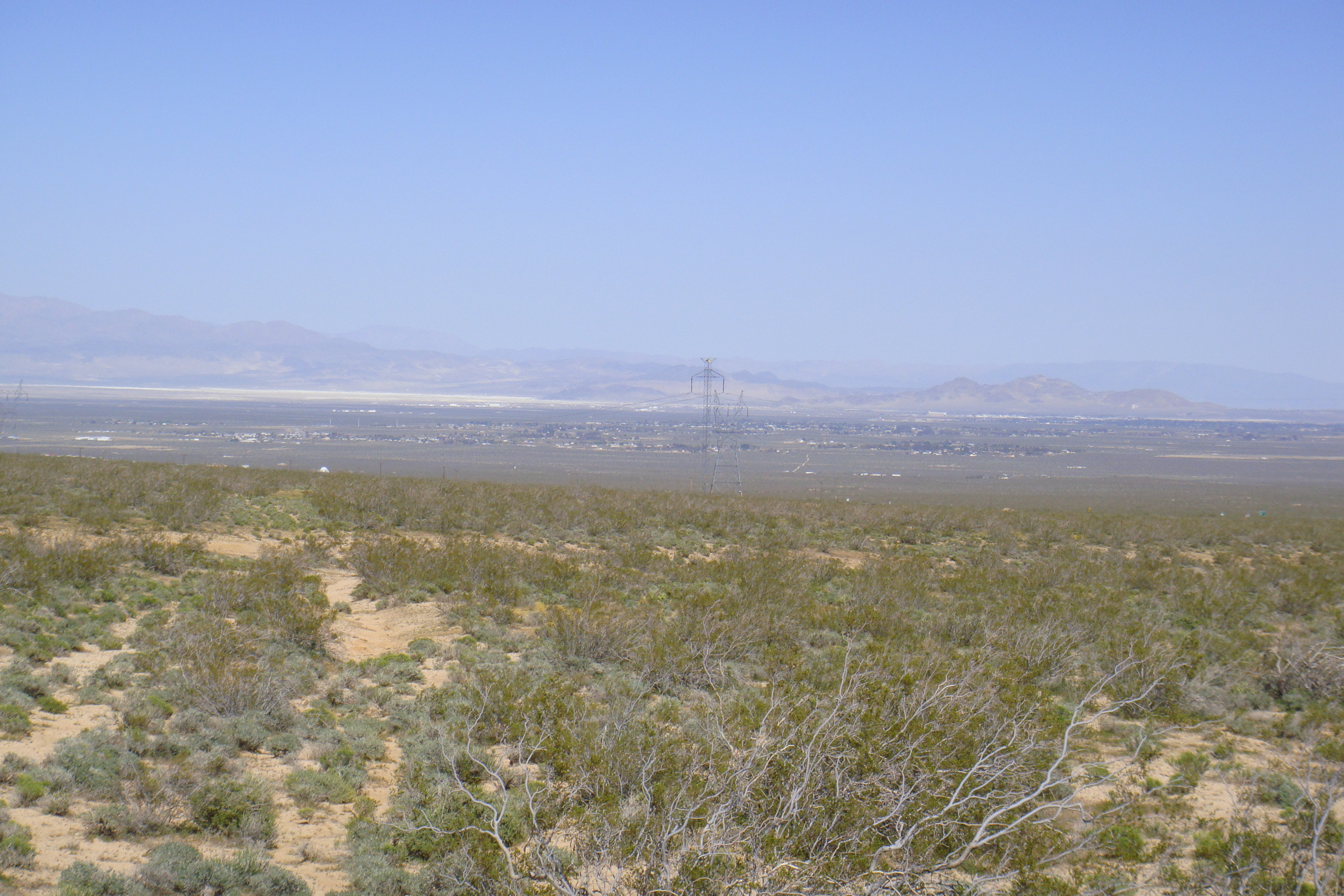
Indian Wells-völgy, a távolban Ridgecrest városa
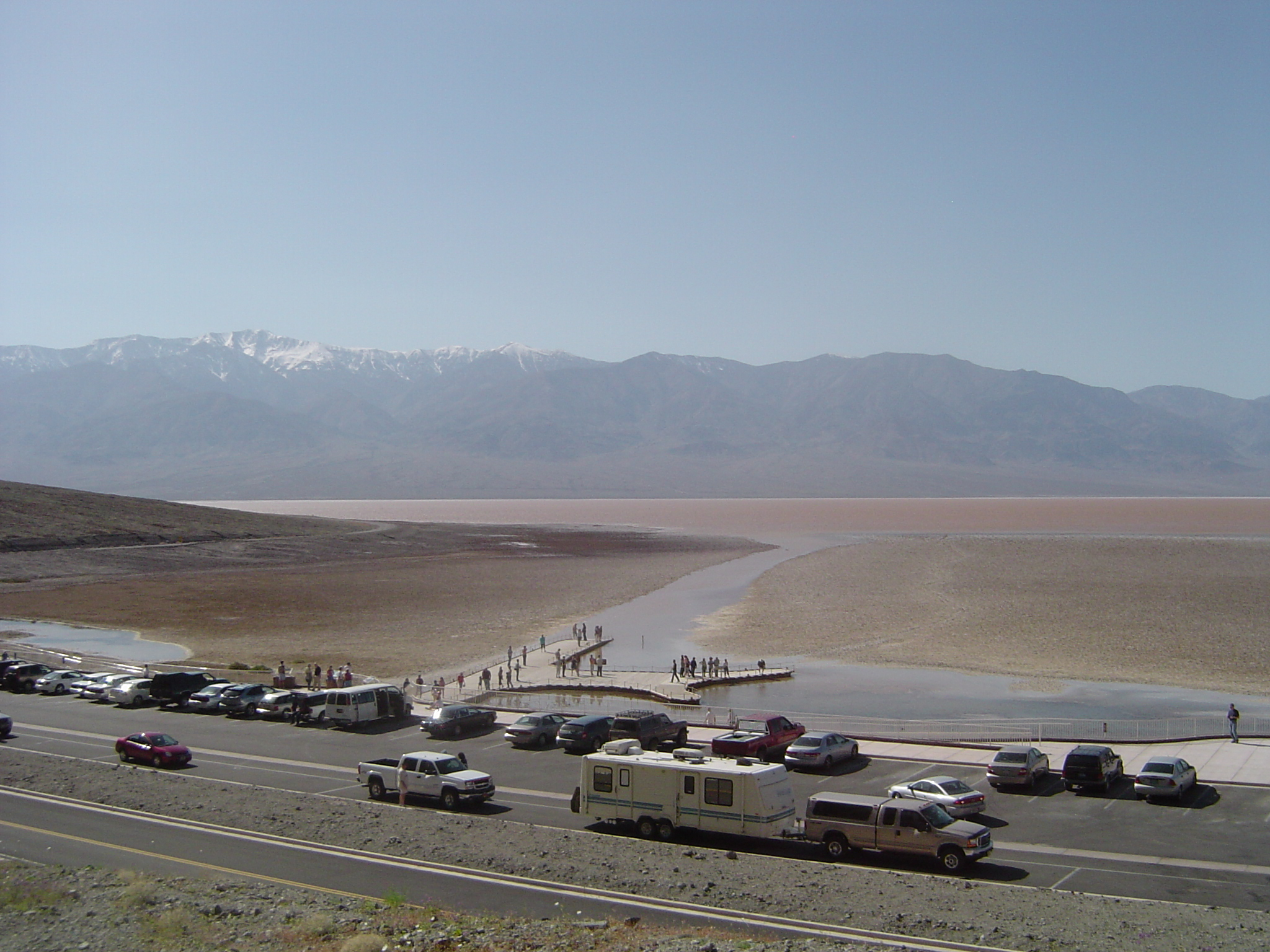
Halál-völgy
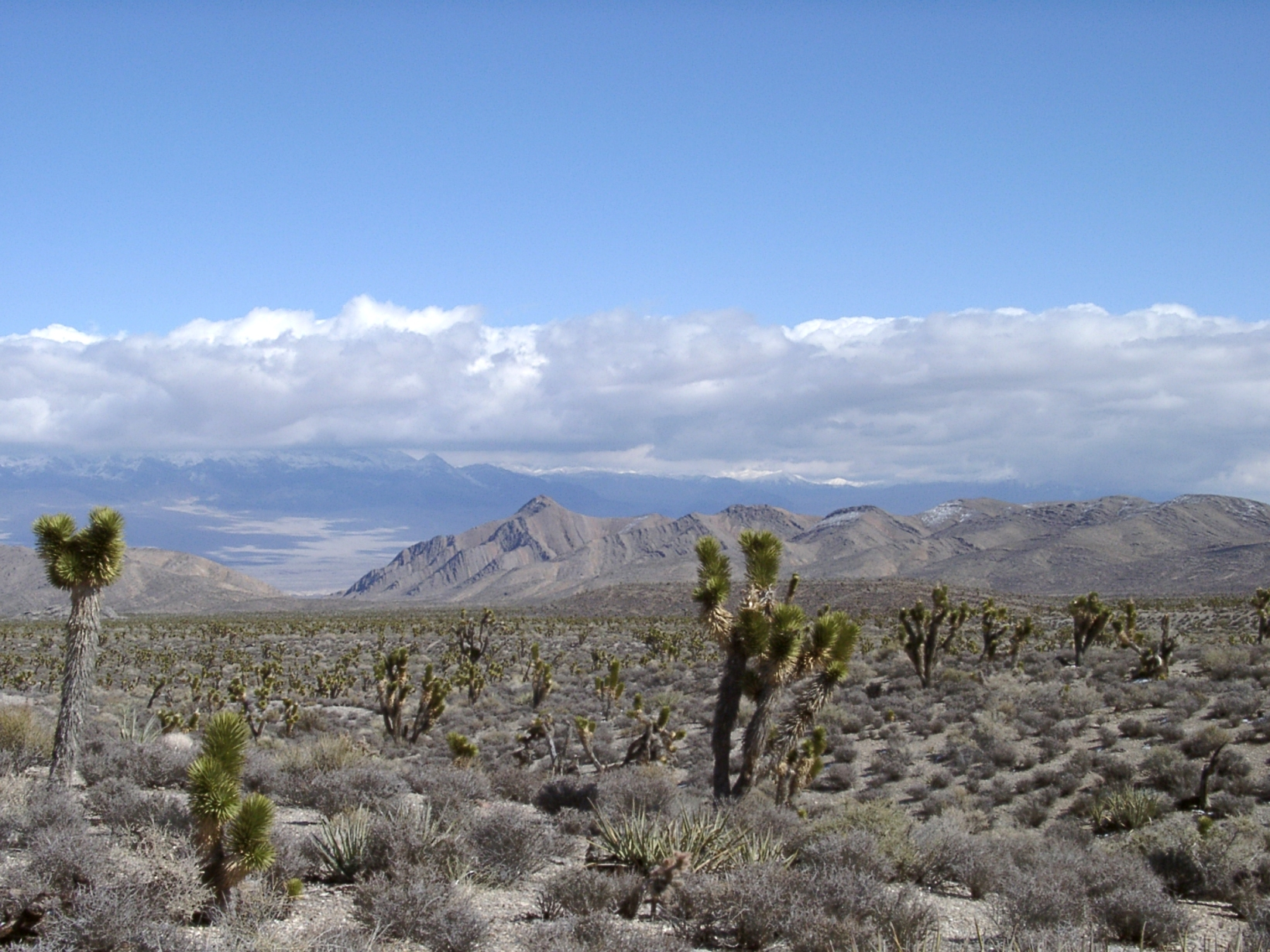
Sivatag Las Vegas mellett
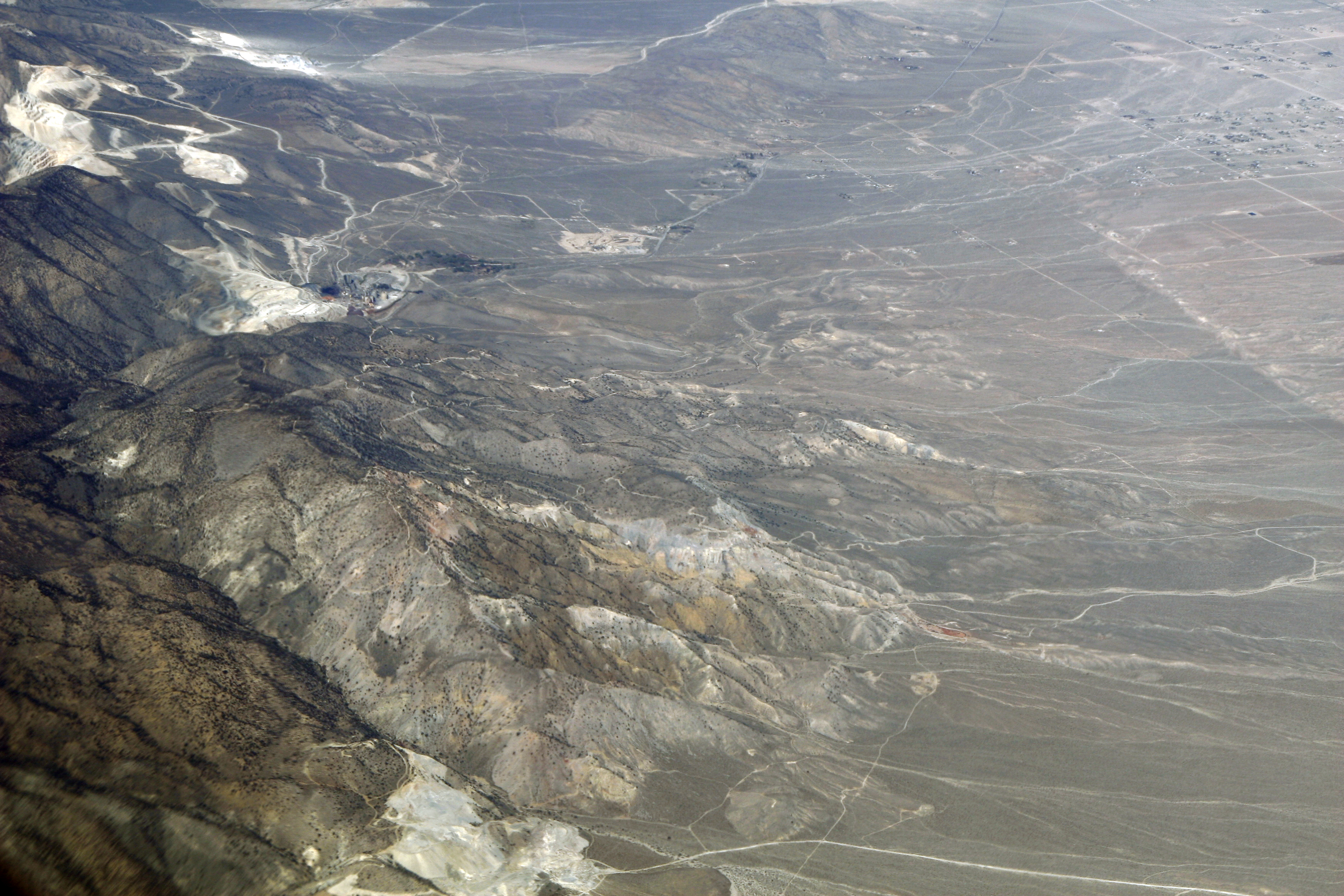
San Bernardino
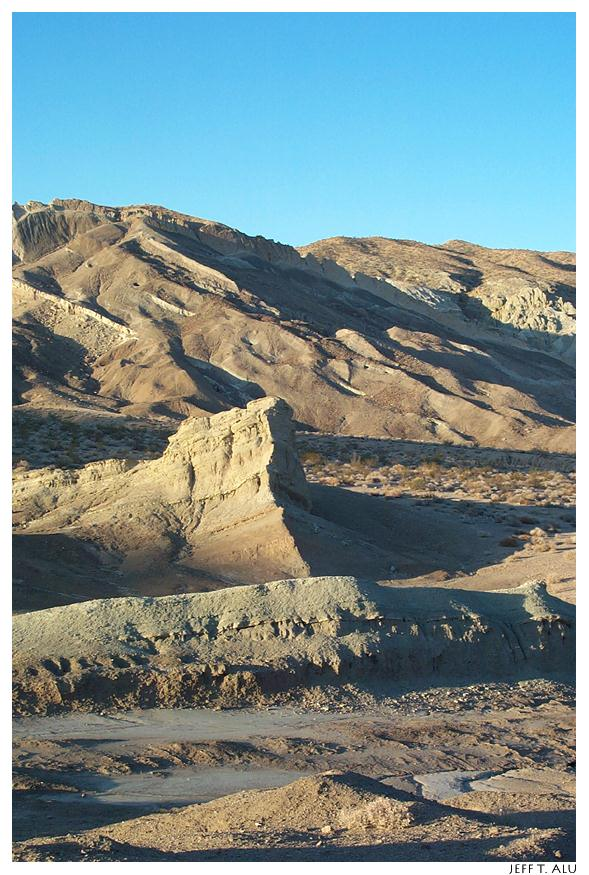
Sziklák
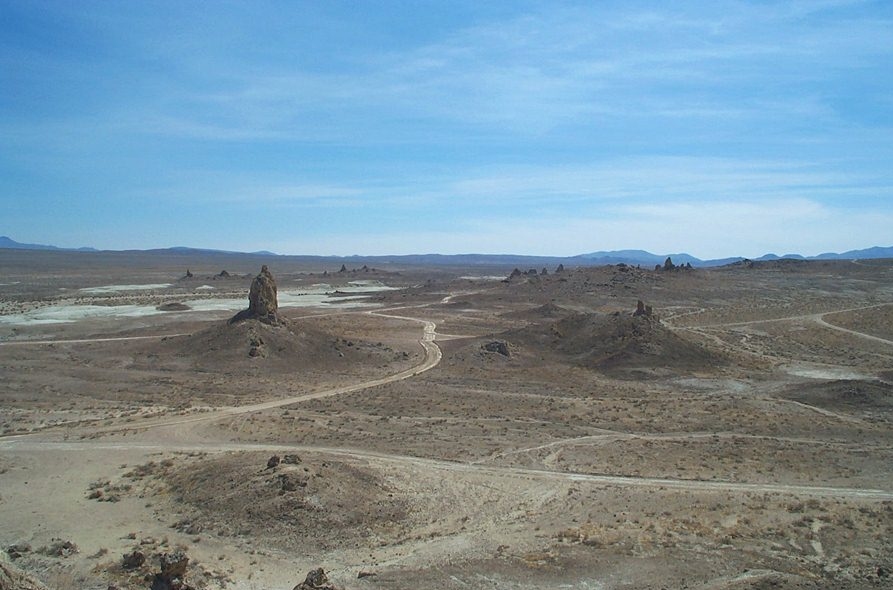
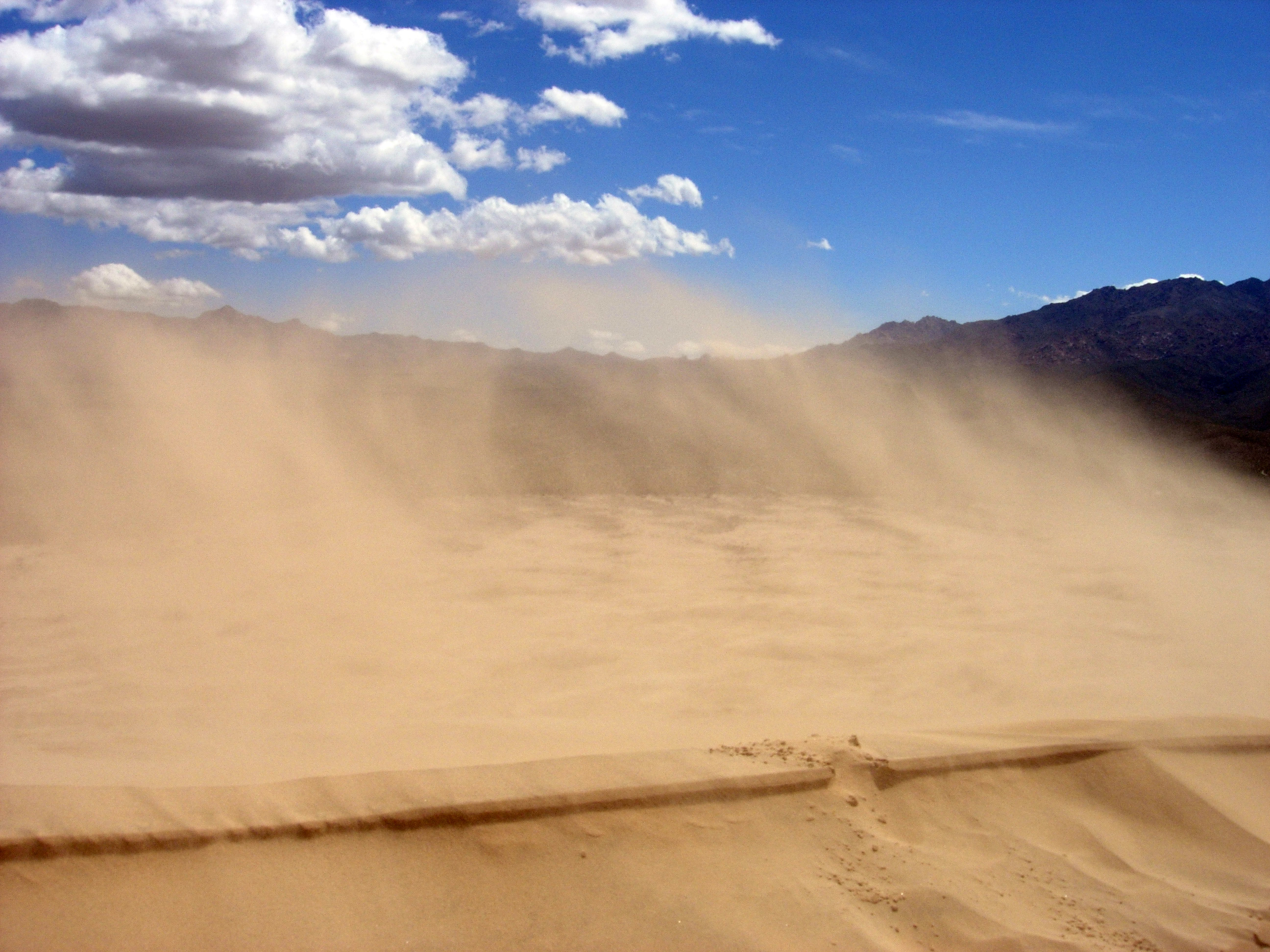
Dűnék
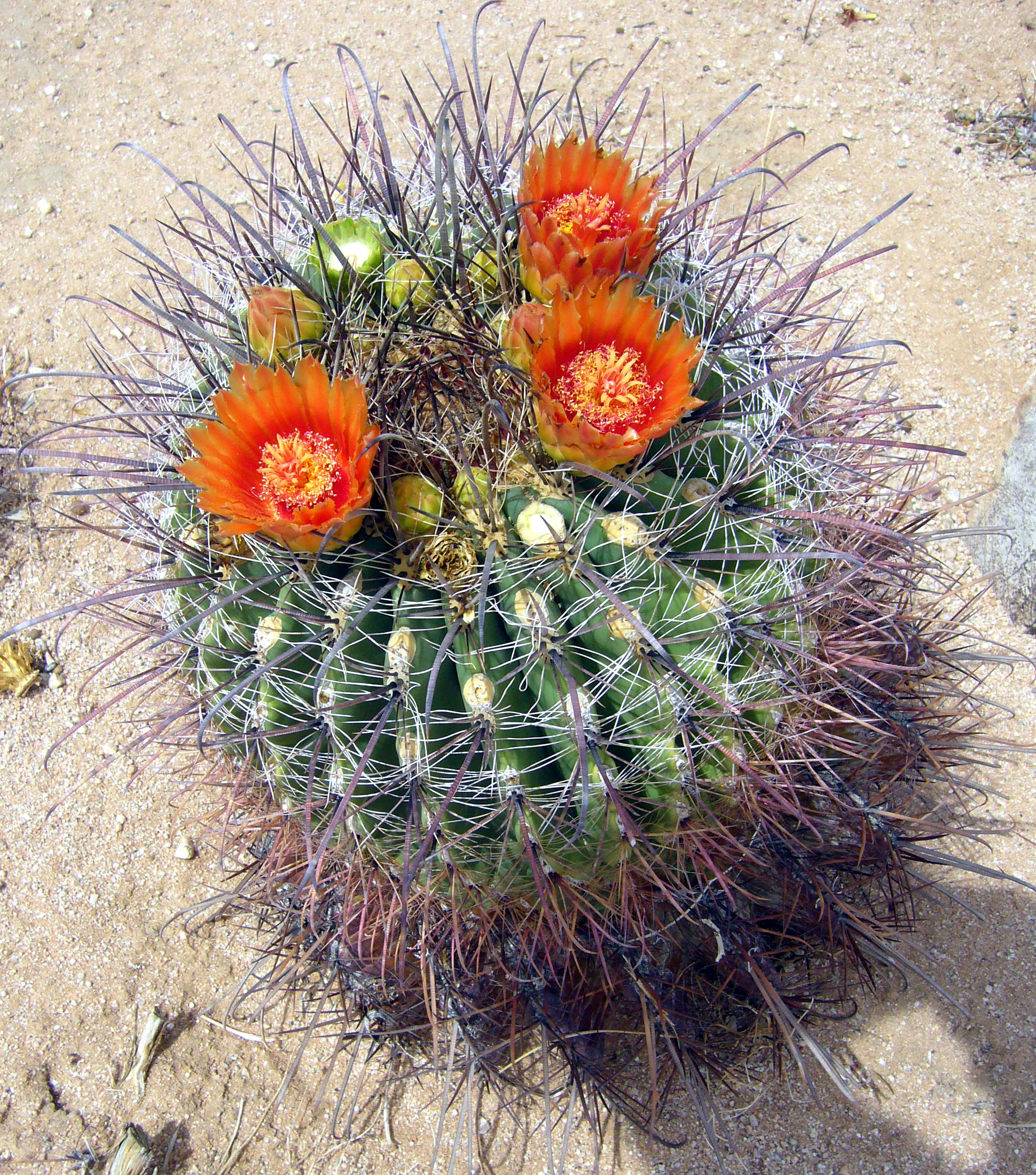
Barrel-kaktusz
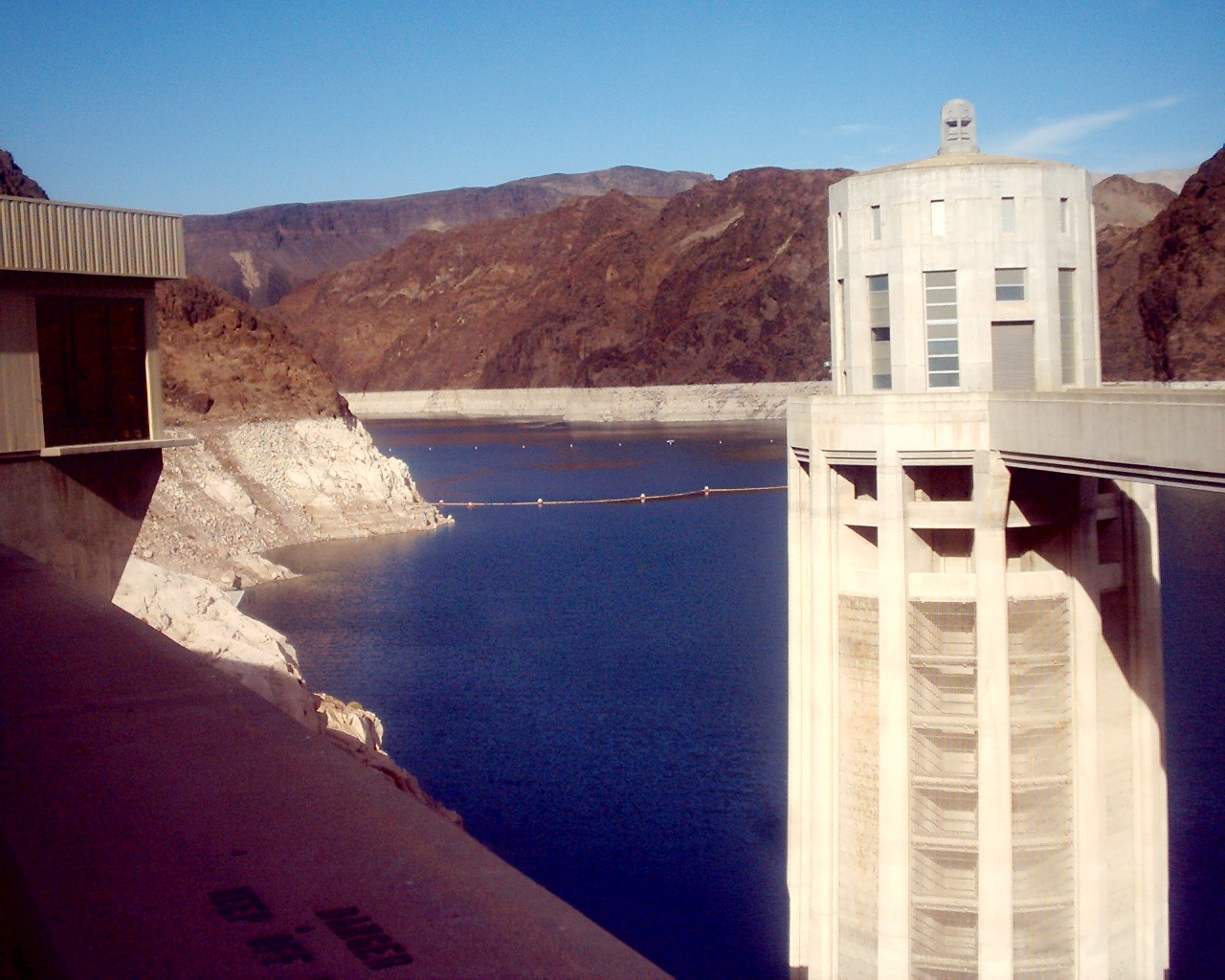
Mead-tó, részlet
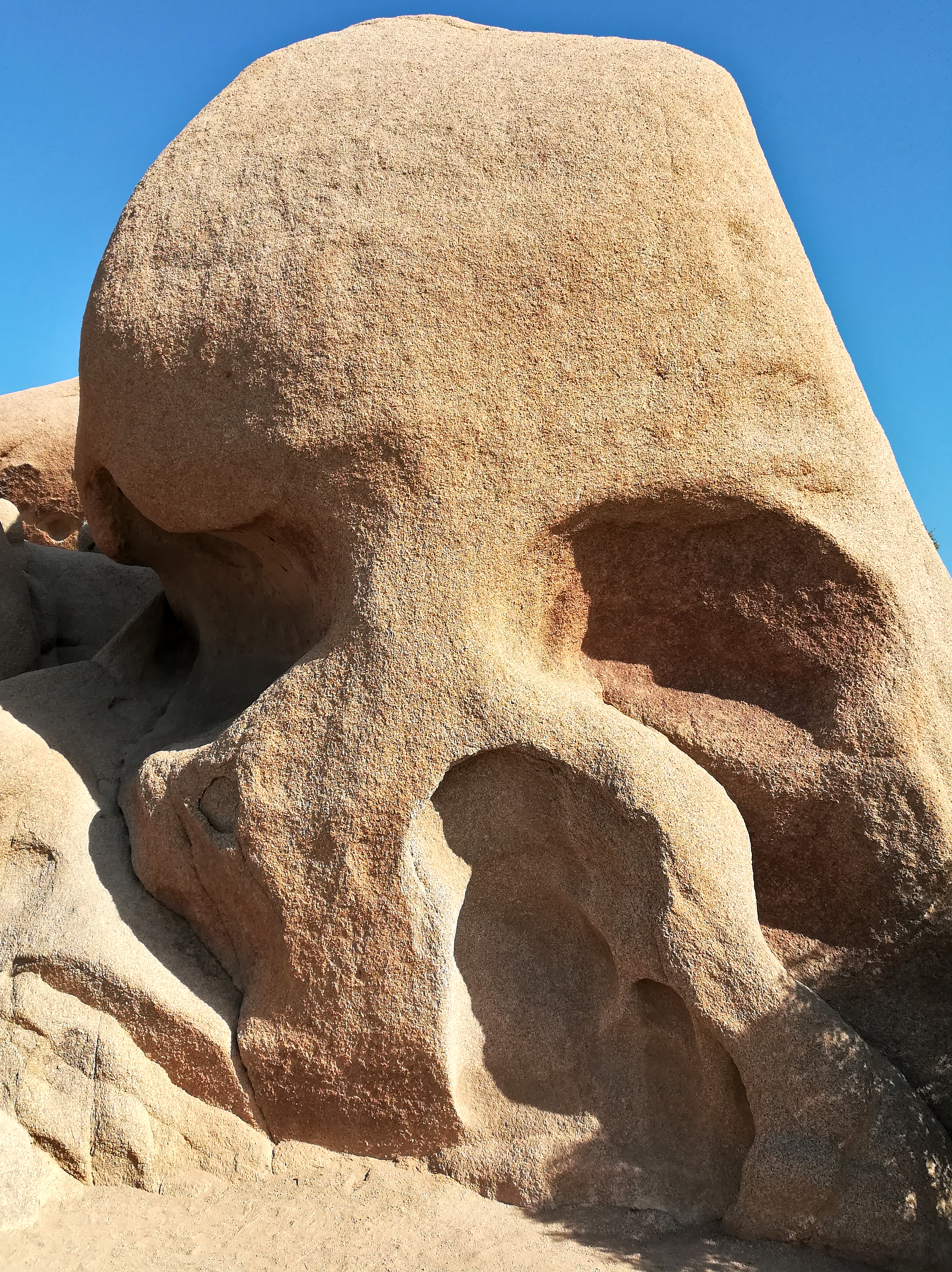
A Koponya-szikla a sivatagban